# Johnny I Hardly Knew Ye
Liedtext

While goin’ the road to sweet Athy, hurroo, hurroo

While goin’ the road to sweet Athy, hurroo, hurroo

While goin’ the road to sweet Athy

A stick in me hand and a drop in me eye

A doleful damsel I heard cry,

Johnny I hardly knew ye.

With your guns and drums and drums and guns, hurroo, hurroo

With your guns and drums and drums and guns, hurroo, hurroo

With your guns and drums and drums and guns

The enemy nearly slew ye

Oh my darling dear, Ye look so queer

Johnny I hardly knew ye.

Where are your eyes that were so mild, hurroo, hurroo

Where are your eyes that were so mild, hurroo, hurroo

Where are your eyes that were so mild

When my heart you so beguiled?

Why did ye skedaddle from me and the child?

Oh Johnny, I hardly knew ye.

Where are your legs that used to run, hurroo, hurroo

Where are your legs that used to run, hurroo, hurroo

Where are your legs that used to run

When you went for to carry a gun

Indeed your dancing days are done

Oh Johnny, I hardly knew ye.

I’m happy for to see ye home, hurroo, hurroo

I’m happy for to see ye home, hurroo, hurroo

I’m happy for to see ye home

All from the island of Ceylon

So low in flesh, so high in bone

Oh Johnny I hardly knew ye.

Ye haven’t an arm, ye haven’t a leg, hurroo, hurroo

Ye haven’t an arm, ye haven’t a leg, hurroo, hurroo

Ye haven’t an arm, ye haven’t a leg,

Ye’re an armless, boneless, chickenless egg,

Ye’ll have to be put with a bowl to beg,

Oh Johnny I hardly knew ye.

They’re rolling out the guns again, hurroo, hurroo

They’re rolling out the guns again, hurroo, hurroo

They’re rolling out the guns again,

But they never will take our sons again,

No they never will take our sons again,

Johnny I’m swearing to ye.
Johnny I Hardly Knew Ye ist ein englisches Lied von Joseph B. Geoghegan, veröffentlicht 1867 in London. Hatte es ursprünglich noch eine andere Melodie, so basiert es mittlerweile auf dem amerikanischen Lied When Johnny Comes Marching Home.

## Inhalt
Obwohl ursprünglich als humoristisches Lied gedacht, wird es heutzutage als ausdrucksstarkes Antikriegslied angesehen. Der Text behandelt größtenteils den Monolog einer Irin mit ihrem ehemaligen Liebhaber, den sie auf der Straße nach Athy, County Kildare, wiedertrifft. Nachdem ihr uneheliches Kind geboren wurde, rannte er davon und trat der Armee bei. Im Krieg auf der Insel Sulloon (Ceylon, heute Sri Lanka) wurde er fürchterlich entstellt. Trotz alledem freut sich die Frau ihn wiederzusehen. Moderne Versionen enden oft mit einer Antikriegs-Beteuerung.

## Textvariationen
„With your guns and drums and drums and guns“ wird teilweise als Refrain gesungen, teilweise als eine einzelne Strophe. Außerdem wird die Zeile teilweise in „With your drums and guns and guns and drums“ geändert.

## Aufnahmen und Verwendung
- The Clancy Brothers
- Alexandra
- Irish Rovers
- Glenn Miller Orchestra
- Dropkick Murphys haben auf ihrem Album The Meanest of Times ihre Version davon veröffentlicht.
- Mahones
- Guns N’ Roses
- De Dannan
- Hamish Imlach
- The Tossers spielen das Lied auf einigen ihrer Konzerte und haben es auf dem Live-Album Gloatin’ And Showboatin’ veröffentlicht.
- Karan Casey veröffentlichte 2008 eine Version dieses Liedes auf ihrem Album Ships in the Forest.
- Joan Baez sang dieses Lied oft auf ihren Konzerten in den siebziger Jahren als Protest gegen den Krieg in Vietnam.
- Jacob Miller verwandte die Melodie in seinem Lied Peace Treaty, das anlässlich des One Love Peace Concert den kurzlebigen Friedensvertrag zwischen den rivalisierenden Parteien in Jamaika feierte.
- Ebenfalls verwendet Stanley Kubrick diese Melodie in seinem satirischen Atomkriegsfilm Dr. Seltsam oder: Wie ich lernte, die Bombe zu lieben als Musik, während die Kampfflieger zu ihrem Einsatzort fliegen.
- Das Lied fand Verwendung in dem Kurzfilm Soldier, der beim 2nd Annual NowFilmFestival zu den Finalisten gehörte. Das Festival ist internetbasiert und läuft sowohl bei YouTube als auch bei Myspace. Zitat (aus dem Englischen): „‚Soldier‘ ist ein kurzer Experimentalfilm, der in einer Art Rapgesang (performance poetry) einen Tag im Leben eines Soldaten an der Front im Irakkrieg darstellt.“
- Im Abspann der Anime-Serie Black Lagoon: Roberta’s Blood Trail wird ebenfalls die Melodie verwendet.
- Pianist Giovanni Mirabassi interpretierte das Lied auf dem Soloalbum Avanti!
- Im Film Stirb langsam: Jetzt erst recht läuft das Lied im Hintergrund als Instrumentalversion in der Szene, in der die Gangster nach der Bombenexplosion in der U-Bahn mit den ganzen LKWs am Ort der Detonation eintreffen, während Simon Gruber gemütlich in das Bankgebäude marschiert.
- Santiano im 2013 erschienenen Album Mit den Gezeiten
- In der Serie Sons of Anarchy (Staffel 1, Folge 08) läuft die Version der Dropkick Murphys während eines Attentats auf die irischen Waffenhändler.
- De Höhner mit ihrem Song Mir kumme met allemann vorbei (Festpiraten)
- Die Band Fiddler’s Green mit ihrem Song Hip Hurray auf dem Album King Shepherd
- Tatort: Angriff auf Wache 08, 2019